# Seikai no monshō
Seikai no monshō (星界の紋章?) è una trilogia di light novel di fantascienza scritte da Hiroyuki Morioka. Nel 1999 sono stati adattati in un manga e in una serie di anime andati in onda sulla rete televisiva WOWOW. Questa prima trilogia è stata seguita poi da altri quattro volumi, Seikai no senki, a loro volta trasformati in tre serie di anime, Seikai no senki, Seikai no senki II e Seikai no senki III.

## Trama
Seikai no Monshō narra le avventure del giovane principe Ghintec Linn (pronunciato Jinto Lynn), il cui padre, Rock Lynn, sotto la minaccia di invasione, consegna il loro pianeta, Martine, agli Abh in cambio di una posizione all'interno della società Abh. La storia inizia quando Ghintec, finita la scuola dove era stato mandato per imparare gli usi degli Abh, viene inviato in una scuola di addestramento militare. Ad attenderlo allo spazioporto trova Lamhirh (pronunciato Lafiel), una principessa Abh, incaricata di scortarlo nel suo viaggio. Tuttavia il viaggio non dura molto. I due protagonisti, infatti, vengono coinvolti dallo scoppio della guerra tra l'Impero Abh e l'Umanità Unita (Stati Uniti, Federazione di Canea, Repubblica della Grande Alcont, Unione dei Pianeti).

## Romanzi
Seikai no monshō è una trilogia di romanzi pubblicata in Giappone dalla Hayakawa Publishing:
- Seikai no monshō I: La principessa dell'Impero (星界の紋章I帝国の王女?, Seikai no monshō I : Teikoku no ōjo), aprile 1996;
- Seikai no monshō II : Una piccola guerra (星界の紋章IIささやかな戦い?, Seikai no monshō II : Sasayaka na tatakai), maggio 1996;
- Seikai no monshō III : Ritorno verso uno Strano Mondo (星界の紋章III異郷への帰還?, Seikai no monshō III : Ikyō e no kikan), giugno 1996.

Nel 1997 Seikai no monshō ha ricevuto il Premio Seiun, l'equivalente giapponese del Premio Nebula.
I romanzi sono stati tradotti in inglese tra il 2006 e 2007. Sono ancora inediti in Italia.

## Manga
Nel 1999 la trilogia di romanzi è stata adattata in un manga da Aya Yoshinaga, pubblicato poi da Tokyopop. Le immagini sono state create da Toshihiro Ono mentre l'immagine sulla copertina è stata disegnata da Hiroyuki Morioka.
Questo manga è il primo di una trilogia (The Seikai Trilogy: Crest of the Stars) completata dalle versioni adattate in manga di Seikai no senki e Seikai no senki II.

## Anime
Le light novel sono stati adattati in anime nel 1999 dalla Sunrise e sono andati in onda per la prima volta sul canale a pagamento WOWOW. Gli episodi hanno una durata media di 23 minuti ad eccezione dell'ultimo che ha una durata di 40 minuti. L'anno dopo (7 aprile 2000) è stato mandato in onda un film di 90' che riassume la storia narrata nella serie con l'aggiunta di alcune scene inedite. I titoli dei vari episodi sono scritti sia in baronh (lingua creata nel 1996 da Morioka Hiroyuki per i suoi romanzi) che in giapponese. Ogni episodio incomincia con una scena parlata in baronh e sottotitolata in giapponese che chiarisce alcuni aspetti della cultura Abh.

### Lista di episodi
| Nº | Titolo italiano Giapponese 「Kanji」 - Rōmaji                                          | In onda          | In onda |
| Nº | Titolo italiano Giapponese 「Kanji」 - Rōmaji                                          | Giapponese       |         |
| 1  | Invasione 「侵略」 - Shinryaku                                                         | 2 gennaio 1999   |         |
| 2  | La stirpe delle stelle 「星たちの眷族」 - Hoshitachi no kenzoku                        | 9 gennaio 1999   |         |
| 3  | Figlia dell'amore 「愛の娘」 - Ai no musume                                            | 16 gennaio 1999  |         |
| 4  | Imboscata 「奇襲」 - Kishū                                                             | 23 gennaio 1999  |         |
| 5  | La battaglia della Gothlauth 「ゴースロスの戦い」 - Gōsurosu no tatakai                | 30 gennaio 1999  |         |
| 6  | Misteriosa cospirazione 「不可解な陰謀」 - Fukakai na inbō                             | 6 febbraio 1999  |         |
| 7  | Rivolta fortuita 「幸せな叛逆」 - Shiawase na kangyaku                                 | 13 febbraio 1999 |         |
| 8  | Lo stile degli Abh 「アーヴの流儀」 - Āvu no ryūgi                                     | 20 febbraio 1999 |         |
| 9  | Verso il campo di battaglia 「戦場へ」 - Senjō e                                       | 27 febbraio 1999 |         |
| 10 | Fuga: solo noi due 「二人だけの逃亡」 - Futari dake no tōbō                            | 6 marzo 1999     |         |
| 11 | Battaglia al varco di Sfagnomr 「スファグノーフ門沖会戦」 - Sufuagenōfu mon-oki kaisen | 13 marzo 1999    |         |
| 12 | La signora del chaos 「惑乱の淑女」 - Wakuran no shukujo                               | 20 marzo 1999    |         |
| 13 | I problemi si librano verso il paradiso 「天翔る迷惑」 - Amagakeru maiwaku             | 27 marzo 1999    |         |

### Media
- Sigla Iniziale:

"Opening Theme" di Katsuhisa Hattori
- Sigla Finale:

"Ushinawareta Aozora" di TimeSlip-Rendzvous